# Clash of the Titans
Clash of the Titans war eine Konzerttournee mit den Co-Headlinern Megadeth und Slayer. Sie gilt als eine der erfolgreichsten Tourneen in der Geschichte des Heavy Metal.

## Überblick
Die Tournee benannte sich nach dem Film Kampf der Titanen von 1981 und begann am 22. September 1990 im belgischen Genk. Es war das erste von 18 Konzerten in zehn europäischen Ländern. Neben den beiden Co-Headlinern Megadeth und Slayer nahmen Testament und die Suicidal Tendencies an der Tournee teil und promoteten ihre damals aktuellen Studioalben Rust in Peace, Seasons in the Abyss, Souls of Black bzw. Lights…Camera…Revolution!. Der europäische Teil der Tournee endete am 14. Oktober 1990 in der Londoner Wembley Arena.
Der zweite Abschnitt der Tournee begann am 16. Mai 1991 in Dallas und umfasste 50 Konzerte, davon zwei in Kanada. Lediglich das Konzert am 17. Juli 1991 in Cincinnati musste abgesagt werden. Neben den beiden Co-Headlinern nahmen Anthrax und Alice in Chains an der Tour teil. Ursprünglich sollten Death Angel statt Alice in Chains an der Tour teilnehmen. Ein beinahe tödlich verlaufender Unfall mit dem Tourbus führte dazu, dass Death Angel absagen mussten. Sepultura wurden laut ihrem damaligen Sänger Max Cavalera von der Tournee geworfen und gingen mit Sacred Reich, Napalm Death und Sick of It All auf eine Tournee namens New Titans on the Block. Daraufhin wurde Bands wie Exodus, Vio-lence, Kreator und Obituary angeboten, an der Tour teilzunehmen. Jedoch sagten alle diese Bands ab.
Während des zweiten Teils der Tournee nahmen drei Viertel der so genannten „Big Four of Thrash Metal“ an der Tournee teil, lediglich Metallica fehlten. Slayer-Gitarrist Kerry King erinnerte sich, dass es Gespräche mit dem Ziel gab, Metallica mit an Bord zu holen. Dass die anderen drei Bands bei der Tournee dabei waren, wäre laut King aber alles gewesen, was Management und Promoter brauchten. Slayer nahmen ihre Auftritte am 14. Oktober 1990 in London und am 13. Juli 1991 in Lakeland auf und veröffentlichten diese am 22. Oktober 1991 auf dem Livealbum Decade of Aggression.

## Konzerte

### Europa
| Datum               | Stadt         | Land                   | Veranstaltungsort              |
| ------------------- | ------------- | ---------------------- | ------------------------------ |
| 22. September 1990  | Genk          | Belgien                | Limburghal                     |
| 23. September 1990  | Bern          | Schweiz                | Festhalle                      |
| 24. September 1990  | Florenz       | Italien                | Firenze Palasport              |
| 25. September 1990  | Mailand       | Italien                | Palatrussardi                  |
| 27. September 1990  | Barcelona     | Spanien                | Velòdrom d’Horta Miquel Poblet |
| ´28. September 1990 | San Sebastián | Spanien                | Velodromo de Anoeta            |
| 30. September 1990  | Leiden        | Niederlande            | Groenoordhallen                |
| 2. Oktober 1990     | Paris         | Frankreich             | Zénith Paris                   |
| 3. Oktober 1990     | Stuttgart     | Deutschland            | Hanns-Martin-Schleyer-Halle    |
| 4. Oktober 1990     | Mainz         | Deutschland            | Rheingoldhalle                 |
| 5. Oktober 1990     | München       | Deutschland            | Rudi-Sedlmayer-Halle           |
| 6. Oktober 1990     | Düsseldorf    | Deutschland            | Philipshalle                   |
| 7. Oktober 1990     | Bremen        | Deutschland            | Stadthalle Bremen              |
| 9. Oktober 1990     | Stockholm     | Schweden               | Solnahallen                    |
| 10. Oktober 1990    | Kopenhagen    | Dänemark               | K.B. Hallen                    |
| 12. Oktober 1990    | Edinburgh     | Vereinigtes Königreich | Exhibition and Trade Centre    |
| 13. Oktober 1990    | Birmingham    | Vereinigtes Königreich | National Exhibition Centre     |
| 14. Oktober 1990    | London        | Vereinigtes Königreich | Wembley Arena                  |

### Nordamerika
| Datum         | Stadt          | Land               | Veranstaltungsort                  |
| ------------- | -------------- | ------------------ | ---------------------------------- |
| 16. Mai 1991  | Dallas         | Vereinigte Staaten | Starplex Amphitheatre              |
| 17. Mai 1991  | Lubbock        | Vereinigte Staaten | Lubbock Municipal Coliseum         |
| 18. Mai 1991  | San Antonio    | Vereinigte Staaten | Sunken Gardens Amphitheater        |
| 19. Mai 1991  | Houston        | Vereinigte Staaten | The Summit                         |
| 21. Mai 1991  | El Paso        | Vereinigte Staaten | El Paso County Coliseum            |
| 22. Mai 1991  | Albuquerque    | Vereinigte Staaten | Tingley Coliseum                   |
| 23. Mai 1991  | Phoenix        | Vereinigte Staaten | Arizona Veterans Memorial Coliseum |
| 24. Mai 1991  | San Diego      | Vereinigte Staaten | San Diego Sports Arena             |
| 25. Mai 1991  | Costa Mesa     | Vereinigte Staaten | Pacific Amphitheatre               |
| 26. Mai 1991  | Daly City      | Vereinigte Staaten | Cow Palace                         |
| 27. Mai 1991  | Sacramento     | Vereinigte Staaten | ARCO Arena                         |
| 29. Mai 1991  | Portland       | Vereinigte Staaten | Memorial Coliseum                  |
| 30. Mai 1991  | Seattle        | Vereinigte Staaten | Mercer Arena                       |
| 31. Mai 1991  | Spokane        | Vereinigte Staaten | Spokane Coliseum                   |
| 1. Juni 1991  | Vancouver      | Kanada             | Pacific Coliseum                   |
| 3. Juni 1991  | Salt Lake City | Vereinigte Staaten | Bonneville Raceway                 |
| 5. Juni 1991  | Morrison       | Vereinigte Staaten | Red Rocks Amphitheatre             |
| 6. Juni 1991  | Omaha          | Vereinigte Staaten | Omaha Civic Auditorium             |
| 7. Juni 1991  | Bonner Springs | Vereinigte Staaten | Sandstone Amphitheater             |
| 8. Juni 1991  | Cedar Rapids   | Vereinigte Staaten | Five Seasons Center                |
| 9. Juni 1991  | Forest Lake    | Vereinigte Staaten | Trout Aire Amphitheatre            |
| 11. Juni 1991 | Springfield    | Vereinigte Staaten | Prairie Capital Convention Center  |
| 12. Juni 1991 | Louisville     | Vereinigte Staaten | Louisville Gardens                 |
| 14. Juni 1991 | Tinley Park    | Vereinigte Staaten | First Midwest Bank Amphitheatre    |
| 15. Juni 1991 | East Troy      | Vereinigte Staaten | Alpine Valley Music Theatre        |
| 16. Juni 1991 | Columbus       | Vereinigte Staaten | Battelle Hall                      |
| 17. Juni 1991 | Cincinnati     | Vereinigte Staaten | Riverbend Music Center 1           |
| 18. Juni 1991 | Noblesville    | Vereinigte Staaten | Deer Creek Music Center            |
| 20. Juni 1991 | Richfield      | Vereinigte Staaten | Richfield Coliseum                 |
| 21. Juni 1991 | Toronto        | Kanada             | Exhibition Stadium                 |
| 22. Juni 1991 | Clarkston      | Vereinigte Staaten | Pine Knob Music Theatre            |
| 23. Juni 1991 | Mears          | Vereinigte Staaten | Val du Lakes Amphitheatre          |
| 25. Juni 1991 | Burgettstown   | Vereinigte Staaten | Star Lake Amphitheatre             |
| 26. Juni 1991 | Corfu          | Vereinigte Staaten | Six Flags Darien Lake              |
| 27. Juni 1991 | Middletown     | Vereinigte Staaten | Orange County Fair Speedway        |
| 28. Juni 1991 | New York City  | Vereinigte Staaten | Madison Square Garden              |
| 29. Juni 1991 | Philadelphia   | Vereinigte Staaten | Wachovia Spectrum                  |
| 30. Juni 1991 | Baltimore      | Vereinigte Staaten | 1st Mariner Arena                  |
| 1. Juli 1991  | Hampton        | Vereinigte Staaten | Hampton Coliseum                   |
| 3. Juli 1991  | Hershey        | Vereinigte Staaten | Hersheypark Stadium                |
| 4. Juli 1991  | Weedsport      | Vereinigte Staaten | Cayuga County Speedway             |
| 5. Juli 1991  | Portland       | Vereinigte Staaten | Cumberland County Civic Center     |
| 6. Juli 1991  | Mansfield      | Vereinigte Staaten | Great Woods                        |
| 7. Juli 1991  | Bristol        | Vereinigte Staaten | Lake Compounce                     |
| 9. Juli 1991  | Fayetteville   | Vereinigte Staaten | Cumberland County Crown Coliseum   |
| 10. Juli 1991 | Greenville     | Vereinigte Staaten | Greenville Memorial Auditorium     |
| 11. Juli 1991 | Charleston     | Vereinigte Staaten | King Street Palace                 |
| 12. Juli 1991 | Atlanta        | Vereinigte Staaten | Omni Coliseum                      |
| 13. Juli 1991 | Lakeland       | Vereinigte Staaten | Lakeland Center                    |
| 14. Juli 1991 | Miami          | Vereinigte Staaten | Miami Arena                        |

## Setlists
| Megadeth (1990) 1. Rattlehead 2. Wake Up Dead 3. Hangar 18 4. Hook in Mouth 5. Skull Beneath the Skin 6. The Conjuring 7. In My Darkest Hour 8. Devil's Island 9. My Last Words 10. Peace Sells 11. Holy Wars... The Punishment Due 12. Good Mourning/Black Friday 13. Liar 14. Anarchy in the U. K. Slayer (1990) 1. Raining Blood 2. Black Magic 3. War Ensemble 4. Postmortem 5. Blood Red 6. Die by the Sword 7. Dead Skin Mask 8. Altar of Sacrifice 9. Jesus Saves 10. At Dawn They Sleep 11. Spirit in Black 12. Mandatory Suicide 13. Live Undead 14. South of Heaven 15. Angel of Death | Megadeth (1991) 1. Wake Up Dead 2. Hook in Mouth 3. Hangar 18 4. The Conjuring 5. In My Darkest Hour 6. Dawn Patrol 7. Tornado of Souls 8. Holy Wars... The Punishment Due 9. Peace Sells 10. Anarchy in the U. K. Slayer (1991) 1. Hell Awaits 2. The Antichrist 3. War Ensemble 4. South of Heaven 5. Raining Blood 6. Altar of Sacrifice 7. Jesus Saves 8. Dead Skin Mask 9. Seasons in the Abyss 10. Mandatory Suicide 11. Angel of Death Anthrax 1. Efilnikufesin (N.F.L.) 2. Got the Time 3. Caught in a Mosh 4. Keep It in the Family 5. Indians 6. Antisocial 7. I'm the Man 8. Won't Get Fooled Again / I Am the Law |

## Persönlichkeiten
| Megadeth - Dave Mustaine – Gesang, Gitarre - Marty Friedman – Gitarre - David Ellefson – Bass - Nick Menza – Schlagzeug                                    | Slayer - Tom Araya – Gesang, Bass - Kerry King – Gitarre - Jeff Hanneman – Gitarre - Dave Lombardo – Schlagzeug                                | Testament - Chuck Billy – Gesang - Alex Skolnick – Leadgitarre - Eric Peterson – Rhythmusgitarre - Greg Christian – Bass - Louie Clemente – Schlagzeug |
| Suicidal Tendencies - Mike Muir – Gesang - Rocky George – Leadgitarre - Mike Clark – Rhythmusgitarre - Robert Trujillo – Bass - R. J. Herrera – Schlagzeug | Anthrax - Joey Belladonna – Gesang - Dan Spitz – Leadgitarre - Scott Ian – Rhythmusgitarre - Frank Bello – Bass - Charlie Benante – Schlagzeug | Alice in Chains - Layne Staley – Gesang - Jerry Cantrell – Gitarre - Mike Starr – Bass - Sean Kinney – Schlagzeug                                      |

## Rezeption
Das deutsche Magazin Visions zählte den Auftakt der Tournee am 22. September 1990 zu den 30 Schlüsselmomenten der Rockgeschichte. Der klassische Metal habe „noch einmal seine ganze Kraft demonstriert, bevor er in den 1990er Jahren eine Sinnkrise durchmachte“. Die Fans hätten „einige der größten Metal-Acts auf ihrem vorläufigen Höhepunkt erlebt, bevor andere Genres den Takt angaben“. Das Onlinemagazin Metal Sucks führte die Tournee auf ihrer Liste der zehn besten Slayer-Tourneen.